# إيفان جيكيتش
إيفان جيكيتش (بالكرواتية: Ivan Đikić)‏ (ولد في 28 مايو 1966) هو عالم أحياء جزيئية كرواتي-ألماني، يشغل منصب مدير معهد الكيمياء الحيوية الثاني في جامعة غوته فرانكفورت بألمانيا.

## المسيرة العلمية
بدأ جيكيتش دراسته الأكاديمية في جامعة زغرب حيث حصل على درجة البكالوريوس في الطب، قبل أن ينتقل إلى ألمانيا لاستكمال دراساته العليا في مجال البيولوجيا الجزيئية. عمل في عدة مراكز أبحاث بارزة في أوروبا والولايات المتحدة، ونشر أبحاثًا مؤثرة في مجالات تنظيم البروتينات، وإشارات الخلية، والآليات الجزيئية للأمراض.

## الأبحاث والإنجازات
تركز أبحاثه على فهم كيفية تنظيم البروتينات داخل الخلية، خصوصًا دور عملية اليوبكويتين في الإشارات الخلوية، وتطور الأمراض مثل السرطان والأمراض العصبية التنكسية.

## الجوائز والتكريمات
حصل جيكيتش خلال مسيرته العلمية على عدة جوائز مرموقة تقديرًا لإسهاماته في علوم الأحياء الجزيئية والكيمياء الحيوية، ومنها:
| السنة | الجائزة                            | الجهة المانحة                    | سبب التكريم                                                      |
| ----- | ---------------------------------- | -------------------------------- | ---------------------------------------------------------------- |
| 2003  | جائزة غوتفريد فيلهلم لايبنيز       | مؤسسة البحث الألمانية (DFG)      | عن أبحاثه المبتكرة في تنظيم البروتينات داخل الخلية               |
| 2010  | جائزة الألمانية للأبحاث في السرطان | الجمعية الألمانية لأبحاث السرطان | إسهاماته في فهم الآليات الجزيئية لنشوء السرطان                   |
| 2013  | جائزة لويس-جانتيه للطب             | مؤسسة لويس-جانتيه                | عن اكتشافاته في مسارات الإشارات الخلوية وعلاقتها بالأمراض        |
| 2021  | جائزة باير للعلوم                  | مؤسسة باير                       | عن مساهماته في تطوير البحث العلمي الأساسي في البيولوجيا الجزيئية |